# 대한민국 행정안전부
행정안전부(行政安全部)는 국무회의의 서무, 법령 및 조약의 공포, 정부조직과 정원, 상훈, 정부혁신, 행정능률, 전자정부, 정부청사의 관리, 지방자치제도, 지방자치단체의 사무지원·재정·세제, 낙후지역 등 지원, 지방자치단체간 분쟁조정, 선거·국민투표의 지원, 안전 및 재난에 관한 정책의 수립·총괄·조정, 비상대비, 민방위 및 방재에 관한 사무와 국가의 행정사무로서 다른 중앙행정기관의 소관에 속하지 아니하는 사무를 관장하는 대한민국의 중앙행정기관이다. 장관은 국무위원으로, 차관 및 재난안전관리본부장은 정무직공무원으로 보한다.
대한민국 행정안전부(경찰, 소방)는 대한민국 국방부(군대), 대한민국 법무부(교도)와 더불어 휘하에 병력을 보유한 대한민국의 중앙행정기관이다.

## 소관 사무
- 국무회의의 서무에 관한 사무
- 법령 및 조약의 공포에 관한 사무
- 정부조직과 정원에 관한 사무
- 상훈에 관한 사무
- 정부혁신에 관한 사무
- 행정능률에 관한 사무
- 전자정부에 관한 사무
- 정부청사의 관리에 관한 사무
- 지방자치제도에 관한 사무
- 지방자치단체의 사무지원·재정·세제에 관한 사무
- 낙후지역 등 지원에 관한 사무
- 지방자치단체 간 분쟁조정에 관한 사무
- 선거·국민투표의 지원에 관한 사무
- 안전 및 재난에 관한 정책의 수립·총괄·조정에 관한 사무
- 비상대비에 관한 사무
- 민방위에 관한 사무
- 방재에 관한 사무
- 국가의 행정사무로서 다른 중앙행정기관의 소관에 속하지 아니하는 사무

## 역사
행정안전부의 전신은 1948년 설치된 내무부와 총무처,중앙관리부다. 셋 부처는 정부 수립과 함께 출범했으며 내무부가 치안·지방행정·의원선거, 토목과 소방에 관한 사무를, 총무처가 국무원의 서무·회계·문서·인사와 영예수여에 관한 사무를 담당했다. 1955년 총무처를 폐지한 뒤 국무원에 사무국을 두어 총무처의 업무를 담당하도록 했다. 또한 이때 도로·교량·하천·수도·건축에 관한 사무를 내무부에서 다른 부서로 옮기고자 했지만 결국 지방행정을 담당하는 내무부에서 계속 해당 업무를 맡기로 했다. 1961년 국무원을 내각으로 개편하면서 국무원사무처도 내각사무처가 되었다가 1963년 국무총리 산하 총무처로 환원되었다.
1970년 소방에 관한 사무를 지방자치단체로 이관하기로 했다. 다만 각 지자체의 재정 사정을 고려하여 대통령령으로 정하는 시기까지 내무부가 계속 맡기로 했다. 하지만 서울특별시와 부산직할시만 이관받고 도 지역은 여전히 중앙정부에서 관할했으며 서울과 부산에서도 소방 업무가 제대로 운영되지 못했다. 결국 1998년 소방 업무는 다시 국가업무로 회귀했다.
1998년 김대중 정부가 출범하면서 정부 규모가 줄어들었고 내무부와 총무처가 통합돼 행정자치부가 탄생했으며 1999년 인사 업무가 중앙인사위원회로 분리되었다. 2008년 이명박 정부가 출범하면서 행자부는 인사위, 국가비상기획위원회, 정보통신부 일부 기능까지 흡수한 거대 부처인 행정안전부로 탈바꿈했다.
2013년 박근혜 정부 때는 안전관리 기능을 강화하겠다는 취지에서 '행정'과 '안전'의 자리를 바꿔 안전행정부로 명칭이 바뀌었다. 하지만 안행부의 출범은 조직과 기능은 유지한 채 상징성만 앞세워 이름을 바꾼 것이기에 CI 변경, 현판·정부 기안 용지·서류·공무원 명함 교체 등 불필요한 예산 낭비라는 지적이 많았다. 2014년 세월호 침몰 사고가 발생한 것을 계기로 결국 안전에 관한 업무는 국민안전처로 떨어져나갔고 인사에 관한 업무도 인사혁신처로 분리되었다.
2017년 문재인 정부가 출범한 뒤 국민안전처를 다시 흡수하여 행정안전부로 돌아왔다. 다만 이명박 정부 때의 행정안전부와는 조직 구조가 다른데 과거에는 1차관 산하에 옛 총무처 조직을, 2차관 산하에 옛 내무부 조직을 편재했지만 문재인 정부 때는 단일차관제로 하고 별도로 재난안전관리본부를 두었다.
2019년 2월 7일부터 24일까지의 기간 동안 서울시 광화문의 행정안전부 청사가 1,400여 명의 직원들과 함께 세종특별자치시로 이전했다.
2023년 3월에는 정부세종청사 중앙동으로 완전 이전했다.

## 연혁

2008년부터 2013년까지 사용된 행정안전부 로고

- 1948년 7월 17일: 내무부와 총무처를 설치.[7]
- 1955년 2월 7일: 총무처와 고시위원회, 감찰위원회를 통합하여 국무원사무국으로 개편.[8]
- 1960년 7월 1일: 국무원사무국과 법제실, 공보실을 통합하여 국무원사무처로 개편.[9]
- 1961년 7월 12일: 국무원사무처를 내각사무처로 개편.[10]
- 1963년 12월 17일: 내각사무처를 총무처로 개편.[11]
- 1991년 7월 31일: 내무부 치안본부를 경찰청으로 승격하여 분리.[12]
- 1998년 2월 28일: 내무부와 총무처를 통합하여 행정자치부로 개편.[13]
- 1999년 5월 24일: 인사행정에 관한 사무를 중앙인사위원회로 이관하여 분리.[14]
- 2004년 3월 11일: 기획예산처로부터 행정개혁에 관한 사무를 이관받음. 공무원의 인사관리 및 후생복지(복무 및 연금관리에 관한 사항은 제외)에 관한 사무를 중앙인사위원회로 이관.[15]
- 2004년 6월 1일: 민방위·재난관리 및 소방(민방위·재난관리 제도에 관한 사항은 제외)에 관한 사무를 소방방재청에 이관하여 분리.[15]
- 2008년 2월 29일: 행정안전부로 개편. 정보통신부의 일부 소관사무를 이관받음.[16]
- 2013년 3월 23일: 안전행정부로 개편. 일부 소관사무를 미래창조과학부로 이관.[17]
- 2014년 11월 19일: 행정자치부로 개편. 안전 및 재난에 관한 정책의 수립·총괄·조정과 비상대비·민방위 제도에 관한 사무는 국민안전처로, 공무원의 인사·윤리·복무·연금에 관한 사무는 인사혁신처로 이관.[18]
- 2017년 7월 26일: 국민안전처와 통합하여 행정안전부로 개편.[19]
- 2020년 8월 5일: 개인정보보호에 관한 사무를 개인정보 보호위원회에 이관.[20]
- 2023년 3월 : 정부세종청사 중앙동으로 이전.

## 조직
| 실·국                          | 정책관·심의관실                | 담당관실·과                                                                                    |
| 장관 산하 하부조직             | 장관 산하 하부조직             | 장관 산하 하부조직                                                                             |
| ------------------------------ | ------------------------------ | ---------------------------------------------------------------------------------------------- |
| 대변인실                       | 대변인실                       | 홍보담당관실ㆍ안전소통담당관실ㆍ디지털소통팀                                                   |
| 장관정책보좌관실               |                                |                                                                                                |
| 차관 산하 하부조직             |                                |                                                                                                |
| 차관보                         |                                |                                                                                                |
| 기획조정실                     | 정책기획관실                   | 기획재정담당관실ㆍ미래전략담당관실ㆍ성과관리담당관실ㆍ법무담당관실ㆍ데이터정보화담당관실       |
| 기획조정실                     | 국제행정협력관실               | 행정한류담당관실ㆍ국제협력담당관실                                                             |
| 기획조정실                     | 비상안전기획관실               |                                                                                                |
| 의정관실                       | 의정관실                       | 의정담당관실ㆍ상훈담당관실                                                                     |
| 감사관실                       | 감사관실                       | 감사담당관실ㆍ복무감찰담당관실                                                                 |
| 인사기획관실                   |                                |                                                                                                |
|                                |                                | 운영지원과                                                                                     |
| 디지털정부실                   | 디지털정부정책국               | 디지털정부기획과ㆍ디지털기반정책과ㆍ디지털안전정책과ㆍ국제디지털협력과                         |
| 디지털정부실                   | 공공데이터국                   | 공공데이터정책과ㆍ공공데이터관리과ㆍ통합데이터분석센터                                         |
| 디지털정부실                   | 공공서비스국                   | 공공서비스혁신과ㆍ공공서비스통합과ㆍ지역디지털협력과ㆍ공공지능정책과                           |
| 혁신조직국                     | 혁신조직국                     | 혁신기획과ㆍ행정제도과ㆍ민원제도과ㆍ정보공개과                                                 |
|                                | 조직정책관실                   | 조직기획과ㆍ조직진단과ㆍ경제조직과ㆍ사회조직과                                                 |
| 경찰국                         | 경찰국                         | 총괄지원과ㆍ인사지원과ㆍ자치경찰지원과                                                         |
| 지방행정국                     | 지방행정국                     | 자치행정과ㆍ 민간협력과ㆍ사회통합지원과ㆍ 새마을발전협력과ㆍ공무원단체과                       |
| 자치분권국                     | 자치분권국                     | 자치분권제도과ㆍ자치분권지원과ㆍ지방인사제도과ㆍ주민과ㆍ선거의회자치법규과                     |
| 균형발전지원국                 | 균형발전지원국                 | 균형발전제도과ㆍ균형발전진흥과ㆍ지역활성화과ㆍ기업협력지원과ㆍ주소생활공간과                   |
| 지방재정경제실                 | 지방재정국                     | 재정정책과ㆍ재정협력과ㆍ교부세과ㆍ회계제도과                                                   |
| 지방재정경제실                 | 지방세제국                     | 지방세정책과ㆍ부동산세제과ㆍ지방소득소비세제과ㆍ지방세특례제도과                               |
| 지방재정경제실                 | 지역경제지원국                 | 지역경제과ㆍ지방규제혁신과ㆍ지역금융지원과ㆍ지방공기업정책과ㆍ지방공공기관관리과               |
| 지방재정경제실                 | 차세대지방재정세입정보화추진단 | 기획인프라과ㆍ재정정보화사업과ㆍ세외수입보조금정보과ㆍ지방세정보화사업과                       |
| 재난안전관리본부 산하 하부조직 |                                |                                                                                                |
| 중앙재난안전상황실             | 중앙재난안전상황실             | 상활총괄담당관실ㆍ상황담당관실ㆍ서울상황센터                                                   |
|                                |                                | 안전감찰담당관실                                                                               |
| 안전예방정책실                 | 안전정책국                     | 안전정책총괄과ㆍ안전사업조정과ㆍ재난안전산업과ㆍ승강기정책과                                   |
| 안전예방정책실                 | 예방정책국                     | 예방안전제도과ㆍ안전개선과ㆍ재난안전점검과ㆍ안전문화교육과                                     |
| 안전예방정책실                 | 재난안전정보센터               | 재난정보통신과ㆍ재난안전통신망과ㆍ재난안전데이터과                                             |
| 자연재난실                     | 재난관리정책국                 | 재난관리정책과ㆍ재난대응훈련과ㆍ재난자원관리과ㆍ재난경감과ㆍ재난영향분석과                     |
| 자연재난실                     | 자연재난대응국                 | 재난대응총괄과ㆍ자연재난대응과ㆍ기후재난대응과ㆍ지진방재정책과ㆍ지진방재관리과                 |
| 사회재난실                     | 사회재난정책국                 | 사회재난정책과ㆍ재난안전조사과ㆍ재난안전연구개발과                                             |
| 사회재난실                     | 사회재난대응국                 | 사회재난대응총괄과ㆍ산업교통재난대응과ㆍ보건의료재난대응과ㆍ가축질병재난대응과ㆍ환경재난대응과 |
| 재난복구지원국                 | 재난복구지원국                 | 복구지원과ㆍ재난구호과ㆍ재난보험과ㆍ수습지원과 및 수습관리과                                   |
| 비상대비정책국                 | 비상대비정책국                 | 비상대비기획과ㆍ비상대비자원과ㆍ비상대비훈련과                                                 |
|                                | 민방위심의관실                 | 민방위과ㆍ위기관리지원과 및 중앙민방위경보통제센터                                             |

### 소속기관
- 장관의 관장 사무를 지원하는 기관
  - 지방자치인재개발원
  - 국가기록원
  - 정부청사관리본부
  - 국가재난안전교육원
  - 대통령기록관
- 주민등록번호변경위원회
- 장관의 관장 사무를 지원하는 책임운영기관
  - 국립과학수사연구원, 국가정보자원관리원, 국립재난안전연구원

### 소속 위원회

#### 행정위원회
| 위원회명                                     | 설치근거                                             | 비고 |
| -------------------------------------------- | ---------------------------------------------------- | ---- |
| 이북5도위원회                                | 이북5도에 관한 특별조치법 제7조                      |      |
| 재일교포북송저지특수임무수행자보상심의위원회 | 재일교포북송저지특수임무수행자보상에 관한 법률 제3조 |      |

#### 자문위원회
| 위원회명                       | 주관부처   | 설치근거                                             | 비고 |
| ------------------------------ | ---------- | ---------------------------------------------------- | ---- |
| 감사청구심의회                 | 행정안전부 | 지방자치법시행령 제26조                              |      |
| 경찰위원회                     | 경찰청     | 경찰법 제5조                                         |      |
| 공익사업선정위원회             | 행정안전부 | 비영리민간단체지원법 제7조                           |      |
| 기부심사위원회                 | 행정안전부 | 기부금품의모집및사용에 관한 법률 제5조               |      |
| 도서개발심의위원회             | 행정안전부 | 도서개발촉진법 제14조                                |      |
| 옥외광고정책위원회             | 행정안전부 | 옥외광고물 등 관리법 제7조의2                        |      |
| 정보공개위원회                 | 행정안전부 | 공공기관의정보공개에 관한 법률 제22조                |      |
| 중앙도로명주소위원회           | 행정안전부 | 도로명주소법 제22조의2                               |      |
| 중앙우수제안심사위원회         | 행정안전부 | 국민제안규정 제11조                                  |      |
| 지방공기업정책위원회           | 행정안전부 | 지방공기업법 제78조의4                               |      |
| 지방자치단체계약분쟁조정위원회 | 행정안전부 | 지방자치단체를 당사자로 하는 계약에 관한 법률 제35조 |      |
| 지방자치단체중앙분쟁조정위원회 | 행정안전부 | 지방자치법 제149조                                   |      |
| 지방자치단체합동평가위원회     | 행정안전부 | 정부업무평가기본법 제21조                            |      |
| 지방재정부담심의위원회         | 행정안전부 | 지방재정법 제27조2                                   |      |
| 지방재정위기관리위원회         | 행정안전부 | 지방재정법 제56조                                    |      |
| 책임운영기관운영위원회         | 행정안전부 | 책임운영기관 설치 운영에 관한 법률 제49조            |      |
| 행정사자격심의위원회           | 행정안전부 | 행정사법 제7조                                       |      |

## 정원
행정안전부에 두는 공무원의 정원은 다음과 같다.
| 총계          | 총계                        | 1,683명 |
| ------------- | --------------------------- | ------- |
| 정무직 계     | 정무직 계                   | 3명     |
|               | 장관                        | 1명     |
|               | 차관                        | 1명     |
|               | 본부장                      | 1명     |
|               |                             |         |
| 별정직 계     | 별정직 계                   | 16명    |
|               | 고위공무원단                | 6명     |
|               | 3급 상당 이하 5급 상당 이상 | 2명     |
|               | 6급 상당 이하               | 8명     |
|               |                             |         |
| 일반직 계     | 일반직 계                   | 1,633명 |
|               | 고위공무원단                | 37명    |
|               | 3급 이하 5급 이상           | 794명   |
|               | 6급 이하                    | 770명   |
|               | 전문직공무원                | 13명    |
|               | 전문경력관                  | 19명    |
|               |                             |         |
| 소방공무원 계 | 소방공무원 계               | 8명     |
|               | 소방령 이하                 | 8명     |
|               |                             |         |
| 경찰공무원 계 | 경찰공무원 계               | 23명    |
|               | 치안감                      | 1명     |
|               | 총경                        | 2명     |
|               | 경정 이하                   | 20명    |

## 재정
총수입·총지출 기준 2023년 재정 규모는 다음과 같다.
| 구분                 | 세입예산        | 작년 대비 증감 |
| -------------------- | --------------- | -------------- |
| 일반회계             | 632억 1000만 원 | +3.42%         |
| 국가균형발전특별회계 | 54억 6100만 원  | +3%            |
|                      |                 |                |
| 합계                 | 686억 7100만 원 | +3.39%         |

| 구분                 | 구분                 | 구분                 | 세출예산              | 작년 대비 증감 |
| -------------------- | -------------------- | -------------------- | --------------------- | -------------- |
| 일반회계             | 일반회계             | 일반회계             | 78조 8432만 6600만 원 | +13.42%        |
|                      | 지방행정·재정지원    | 지방행정·재정지원    | 76조 5417억 7300만 원 | +15.8%         |
|                      | 정부자원관리         | 정부자원관리         | 7174억 6100만 원      | -31.02%        |
|                      | 일반행정             | 일반행정             | 9296억 4700만 원      | -0.2%          |
|                      | 경찰                 | 경찰                 | 650억 6300만 원       | -3.01%         |
|                      | 재난관리             | 재난관리             | 5893억 2200만 원      | -48.21%        |
|                      | 취약계층지원         | 취약계층지원         | 0원                   | -100%          |
| 국가균형발전특별회계 | 국가균형발전특별회계 | 국가균형발전특별회계 | 1조 6445억 6300만 원  | +42.86%        |
|                      | 지방행정·재정지원    | 지방행정·재정지원    | 6890억 1000만 원      | -22.92%        |
|                      | 정부자원관리         | 정부자원관리         | 222억 3100만 원       | 순증           |
|                      | 재난관리             | 재난관리             | 7178억 3900만 원      | +4966.98%      |
|                      | 취약계층지원         | 취약계층지원         | 2154억 8300만 원      | +684.37%       |
|                      | 도로                 | 도로                 | 0원                   | -100%          |
|                      |                      |                      |                       |                |
| 합계                 | 합계                 | 합계                 | 80조 4878억 2900만 원 | +13.9%         |

## 사건·사고 및 논란

### 재난안전실장직의 장성급 독식 논란
2012년 6월 14일 행정안전부는 개방형 직위인 재난안전실장(고위공무원 가급 - 1급 상당)을 공개모집한 결과 예비역 소장 3명과 예비역 준장 1명 등 4명이 지원했다고 밝혔다. 이번 임명되는 재난안전실장은 역대 세 번째로 지금까지 모두 예비역 소장이 이 자리를 차지했고, 이번에도 유력하다는 것이 대체적인 전망이다. 하지만 업무의 절반 이상이 군과 관련없는 업무라서 공식적인 지원자격에는 ‘군인출신이어야 한다.’는 지원조건은 없어 재난안전실 과장 7명 중 예비역은 비상대비훈련과장 단 한명이고 나머지는 모두 일반직 공무원이 맡고 있다.
이와 관련하여 행정안전부 관계자는 "(민간인 지원자가 없는 것은) 아무래도 비상대비업무를 민간인이 수행하기 어렵다는 인식 때문일 것"이라며 "조만간 면접시험을 거쳐 7월 10일 최종 선발·임명할 것"이라고 말했다. 하지만 백민호 강원대학교 교수는 "재난관리가 군에서 시작된 것은 사실이지만, 지금의 군은 단체 인명사고가 가장 빈번하게 발생하는 곳"이라면서 "군에서처럼 상명하복식으로 관리 지휘해서는 국가 재난안전 업무가 제대로 수행되기 힘들다."고 지적했다.

## 같이 보기
- 외청
  - 경찰청
  - 소방청
- 행정안전부 장관
- 행정안전부 차관

### 내용주
1. ↑  2024년 9월 17일까지 존속하는 한시조직.
2. ↑  3명을 두며 1명은 고위공무원단 나등급에 속하는 별정직공무원으로, 나머지 2명은 3급 또는 4급 상당 별정직공무원으로 보한다.
3. ↑  2024년 6월 30일까지 존속하는 한시조직.
4. ↑  전직대통령의 비서관 3명, 서거한 전직대통령의 배우자의 비서관 2명 포함.
5. ↑  전직대통령의 운전기사 1명, 서거한 전직대통령의 배우자의 운전기사 2명 포함.
6. ↑  한시정원 1명 포함.
7. ↑  한시정원 17명 포함.
8. ↑  한시정원 7명 포함.

### 참조주
1. 1 2  「행정안전부와 그 소속기관 직제」 별표 1·별표 2·별표 4의2·별표 5
2. 1 2  기획재정부. “열린재정 > 재정연구분석 > 재정분석통계 > 예산편성현황(총수입)”. 《열린재정》. 2023년 1월 1일에 확인함.
3. 1 2  기획재정부. “열린재정 > 재정연구분석 > 재정분석통계 > 세목 예산편성현황(총지출)”. 《열린재정》. 2023년 1월 1일에 확인함.
4. ↑  김봉기 (2017년 7월 20일). “'행자부→행안부→안행부→행자부→행안부' 돌고도는 개명사”. 《조선일보》. 2018년 6월 3일에 원본 문서에서 보존된 문서. 2019년 7월 26일에 확인함.
5. ↑  오종택 (2013년 1월 16일). “'안전행정부?'…"CI-서류-명함 등 바꾸려면 세금만 낭비"”. 《뉴시스》 (서울). 2022년 2월 5일에 확인함.
6. ↑  안경원 (2019년 2월 24일). “행정안전부, 청사 이전 작업 마무리…'세종 시대' 열려”. 《TBS》. 2019년 3월 3일에 확인함.
7. ↑  법률 제1호
8. ↑  법률 제354호
9. ↑  법률 제552호
10. ↑  법률 제655호
11. ↑  법률 제1506호
12. ↑  법률 제4268호
13. ↑  법률 제5529호
14. ↑  법률 제5982호
15. 1 2  법률 제7186호
16. ↑  법률 제8852호
17. ↑  법률 제11690호
18. ↑  법률 제12844호
19. ↑  법률 제14839호
20. ↑  법률 제16930호
21. ↑  이주현 (2010년 2월 16일). “"재난안전관리는 블루오션이다"”. 《재난포커스》. 2012년 6월 16일에 확인함.
22. ↑  이재연 (2010년 5월 17일). “[이사람] 김진항 행안부 재난안전실장”. 《서울신문》. 2012년 6월 16일에 확인함.
23. ↑  이주현 (2010년 8월 8일). “재난안전실장에 장석홍 전 육군대학 총장”. 《재난포커스》. 2012년 6월 16일에 확인함.
24. ↑  대한민국 행정안전부 (2012년 3월 2일). “행정안전부예규 제400호 행정안전부 파견장교 선발 및 근무규정”. 《국가법령정보센터》. 대한민국 법제처. 2017년 7월 26일에 확인함.
25. ↑  김양진 (2012년 6월 15일). “연봉 9000만원 행안부 개방형직위 재난안전실장 자리, 軍 장성 출신 독식 논란”. 《서울신문》. 2012년 6월 16일에 확인함.